# Campionati italiani femminili assoluti di atletica leggera 1936
I XIV campionati italiani femminili assoluti di atletica leggera si sono tenuti a Milano, in località Vigentino presso lo stadio della Forza e Coraggio, il 5 luglio 1936. Sono stati assegnati dodici titoli in altrettante discipline.
Durante la manifestazione Leandrina Bulzacchi batté il record italiano degli 800 metri piani portandolo a 2'25"2.
La classifica a squadre vide trionfare la Venchi Unica Torino con 81 punti, seguito da Società Ginnastica Triestina con 37 punti e Dopolavoro Aziendale Sip Torino con 30 punti. Fu anche stilata una classifica per regioni, con al primo posto il Piemonte con 127 punti, seguito da Lombardia e Venezia Giulia rispettivamente con 61 e 32 punti.

## Risultati
| Specialità             | Oro                                                                                      | Prestazione | Argento                                                                                      | Prestazione | Bronzo                                                                   | Prestazione |
| Corse                  | Corse                                                                                    | Corse       | Corse                                                                                        | Corse       | Corse                                                                    | Corse       |
| ---------------------- | ---------------------------------------------------------------------------------------- | ----------- | -------------------------------------------------------------------------------------------- | ----------- | ------------------------------------------------------------------------ | ----------- |
| 60 m                   | Viviana Di Maio Dopolavoro Aziendale Sip Torino                                          | 8"1         | Del Burgo ASSI Giglio Rosso                                                                  | a spalla    | Giulietta Mainardi Venchi Unica Torino                                   | 9"0         |
| 100 m                  | Ondina Valla Virtus Bologna Sportiva                                                     | 13"0        | Lidia Bongiovanni Dopolavoro Aziendale Sip Torino                                            | 13"1        | Fernanda Bullano Venchi Unica Torino                                     | 13"2        |
| 200 m                  | Teresa Gina Varetto Gruppo Sportivo FIAT                                                 | 27"9        | Meille Dopolavoro Filotecnica                                                                | 28"8        | Covacich Società Ginnastica Triestina                                    | 29"1        |
| 800 m                  | Leandrina Bulzacchi Venchi Unica Torino                                                  | 2'25"2      | G. Lucchese Giovinezza Milano                                                                | 2'26"7      | Caselli Dopolavoro Filotecnica                                           | 2'32"6      |
| 80 m hs                | Claudia Testoni Venchi Unica Torino                                                      | 11"9        | Ondina Valla Virtus Bologna Sportiva                                                         | a spalla    | Mattea Venchi Unica Torino                                               | 14"8        |
| Staffetta 4×100 m      | Venchi Unica Torino Pierina Borsani Leandrina Bulzacchi Fernanda Bullano Claudia Testoni | 51"8        | Dopolavoro Aziendale Sip Torino Lidia Bongiovanni Teresa Gina Varetto Viviana Di Maio Canova | 52"5        | Dopolavoro Filotecnica Jolanda Colombo Maria Alfero Meille Franca Agorni | 53"7        |
| Salti                  |                                                                                          |             |                                                                                              |             |                                                                          |             |
| Salto in alto          | Tina Migliasso Venchi Unica Torino                                                       | 1,40 m      | Reid Bevis Società Ginnastica Costantino Reyer                                               | 1,35 m      | Caterina Gallo Venchi Unica Torino                                       | 1,35 m      |
| Salto in lungo         | Jolanda Colombo Dopolavoro Filotecnica                                                   | 5,06 m      | Orsini GUF Milano                                                                            | 4,42 m      | Covacich Società Ginnastica Triestina                                    | 4,38 m      |
| Lanci                  |                                                                                          |             |                                                                                              |             |                                                                          |             |
| Getto del peso         | Bruna Bertolini Venchi Unica Torino                                                      | 9,14 m      | Canziani Società Ginnastica Triestina                                                        | 8,78 m      | Antonini Società Ginnastica Triestina                                    | 8,47 m      |
| Lancio del disco       | Nerea Krenn Società Ginnastica Triestina                                                 | 33,13 m     | Gabre Gabric Venchi Unica Torino                                                             | 32,69 m     | Venturini Società Ginnastica Triestina                                   | 30,57 m     |
| Lancio del giavellotto | Alma Guidi Parioli                                                                       | 31,12 m     | Cressi                                                                                       | 29,07 m     | Pierina Borsani Venchi Unica Torino                                      | 27,44 m     |
| Prove multiple         |                                                                                          |             |                                                                                              |             |                                                                          |             |
| Pentathlon             | Elisa Lambertini Virtus Bologna Sportiva                                                 | 121 p.      | De Dottori GUF Milano                                                                        | 120 p.      | Durantini Parioli                                                        | 77 p.       |